# Dauwplas

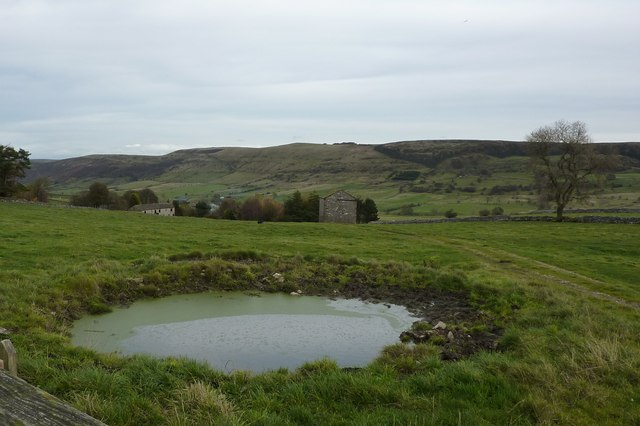

Een dauwplas is een ondiep, komvormig waterbekken aangelegd voor het drenken van het vee. Dauwplassen werden aangelegd op de helling van een heuvel waar ze door afwatering gevuld werden met regenwater. Om de plas waterdicht te maken werd fijngestampte kalk of kalk vermengd met klei gebruikt. Hierdoor kwamen dauwplassen bijna nooit droog te staan.
Dauwplassen (Engels: Dew Pond) zijn wijdverbreid over Engeland, vooral in de krijtheuvels van Sussex en Hampshire. Ze verloren in de loop van de twintigste eeuw hun taak door het plaatsen van drinktroggen aangesloten op de waterleiding.